# Herbert Yardley
Herbert Osborne Yardley (Worthington, 13 aprile 1889 – Silver Spring, 7 agosto 1958) è stato un crittologo statunitense famoso soprattutto per il suo libro The American Black Chamber (La Camera Nera americana)  del 1931.
Il titolo del libro si riferisce all'MI-8, l'organizzazione crittografica di cui Yardley è stato il fondatore e l'organizzatore. Sotto la guida di Yardley, i crittoanalisti dell'American Black Chamber riuscirono a violare i codici diplomatici giapponesi e furono così in grado di fornire informazioni essenziali ai negoziatori americani durante la Washington Naval Conference (Conferenza Navale di Washington) del 1921-1922. In seguito egli aiutò i Nazionalisti cinesi a violare i codici giapponesi e lavorò per un breve periodo per il governo canadese, contribuendo a mettere in piedi una sezione crittologica.

## Biografia

### Giovinezza
Yardley nacque nel 1889 a Worthington, Indiana negli Stati Uniti. Sua madre, Mary Emma Osborn Yardley, morì quando egli aveva 13 anni. Suo padre, Robert Kirkbride Yardley, era capostazione e telegrafista per una compagnia ferroviaria. Herbert apprese a usare il telegrafo da lui.
Dopo aver completato il liceo nel 1907, Yardley lavorò come telegrafista per una compagnia ferroviaria. Nel tempo libero, imparò il gioco del poker, e con le vincite si pagò gli studi successivi. Nel 1912, dopo aver superato l'esame per il servizio civile, fu assunto come telegrafista dal governo USA.
Yardley cominciò la sua carriera come impiegato addetto ai codici nel Dipartimento di Stato USA. Egli accettò un incarico nella Riserva dei Signal Corps durante il quale prestò servizio come ufficiale addetto alla crittologia con il Corpo di Spedizione americano in Francia, durante la prima guerra mondiale. Egli lavorò anche per l'American Black Chamber.

### Soluzione di codici
La sua carriera nella crittologia iniziò con il suo lavoro nell'ufficio cifra, decifrando i codici del governo americano che gli venivano inviati. A quel tempo i codici americani erano cifrati piuttosto debolmente e Yardley era in grado di decifrarli facilmente. Era rimasto sconvolto nell'apprendere che il Presidente Wilson utilizzava un codice in uso ormai da dieci anni. La debolezza dei codici USA preoccupava Yardley, specialmente perché in Europa era in corso una guerra. Per questo egli scrisse un centinaio di pagine intitolate Soluzione dei codici diplomatici americani e le consegnò al suo superiore.
Mentre decifrava i codici USA, Yardley cominciò a occuparsi anche di quelli di altre nazioni. La partecipazione USA alla guerra costituì per lui un'occasione per far adottare dal governo USA la sua idea di metter in piedi una sezione che si occupasse di decrittare i codici di altre nazioni. Egli convinse il maggiore Ralph Van Deman di questa necessità e nel giugno-luglio del 1917 Herbert Yardley divenne sottotenente dei Signal Corps USA, e capo della sezione di nuova creazione per lo spionaggio militare: la MI-8.
Yardley dimostrò di essere un amministratore molto capace e durante la guerra il personale MI-8 si comportò molto bene, anche senza conseguire alcun successo spettacolare. Dopo la guerra, l'esercito USA e il Dipartimento di Stato decisero di continuare a finanziare congiuntamente l'MI-8 e Yardley rimase in carica come capo dell'Ufficio Cifra. Per ragioni legali, l'Ufficio ebbe sede a New York.
La decifrazione dei codici giapponesi ebbe la precedenza. Kahn (2004, p. 62), scrive:
«L'obiettivo più importante era il Giappone. La sua aggressività verso la Cina metteva a repentaglio la politica statunitense delle Porte Aperte. I suoi emigranti esacerbavano il razzismo statunitense. Lo sviluppo della sua Marina costituiva una minaccia per il potere statunitense nel Pacifico occidentale. La sua espansione commerciale metteva in pericolo il predominio americano nei mercati dell'Estremo oriente.»
Dopo circa un anno di lavoro, Yardley e il suo personale riuscirono infine a risolvere i codici giapponesi e continuavano ancora a leggere il traffico epistolare diplomatico quando Washington ospitò una Conferenza Navale nel 1921. Le informazioni che l'Ufficio Cifra fornì alla delegazione statunitense furono cruciali per far sì che il Giappone accettasse un rapporto fra le forze navali USA e quelle giapponesi nel Pacifico di 5 su 3 invece che di 10 su 7 come i giapponesi avrebbero voluto. Fu questo l'apice della carriera crittoanalitica di Yardley.
Sfortunatamente, Yardley passava molto del suo tempo a New York, occupandosi di attività non correlate alla crittoanalisi. Inoltre, la fornitura di telegrammi diplomatici andò esaurendosi allorché le compagnie telegrafiche divennero sempre meno disponibili a infrangere la legge per aiutare il governo USA. A Washington, William Friedman stava attivamente esplorando l'argomento crittografia per l'Esercito. L'Ufficio Cifra stava diventando sempre meno importante. Comunque, fu l'indignazione morale a segnare la sorte dell'Ufficio. Henry L. Stimson era Segretario di Stato sotto il Presidente Hoover. Quando venne a conoscenza di Yardley e del suo Ufficio Cifra, egli s'infuriò e ne tagliò i fondi, riassumendo il suo punto di vista con la famosa frase "I gentiluomini non leggono la posta l'uno dell'altro".

## The American Black Chamber
La Sezione MI-8 fu sciolta il 31 ottobre 1929, appena due giorni dopo il crollo della Borsa americana, che segnò l'inizio della Grande depressione. Poiché i suoi talenti esoterici erano diventati assai poco popolari, Yardley cominciò a scrivere della sua esperienza crittoanalitica, semplicemente per mantenere la famiglia. Le sue memorie, The American Black Chamber [La Camera Nera americana], furono pubblicate nel 1931 da Bobbs-Merrill.
Queste memorie raccontano la storia della prima organizzazione statunitense di spionaggio della corrispondenza [il SIGINT, Signals Intelligence]. Oltre a descrivere le attività della sezione MI-8 durante la prima guerra mondiale e la Camera Nera americana degli anni venti, Yardley espose i principi fondamentali di sicurezza nelle comunicazioni.
L'opera divenne immediatamente popolare. W. A. Roberts, riflettendo sulle opinioni prevalenti fra i critici, così si espresse:
«Penso che questo sia il contributo più sensazionale alla storia segreta della guerra, e anche del periodo dell'immediato dopoguerra, che sia mai stata scritta da un americano. Le sue deliberate rivelazioni superano qualsiasi analoga rivelazione che si trovi nelle memorie pubblicate recentemente da agenti segreti europei».
Negli USA furono vendute 17 931 copie, e altre 5 480 nel Regno Unito. Il libro fu tradotto in francese, svedese, giapponese e cinese. La traduzione giapponese vendette ben 33 119 copie.
Questo libro fu motivo d'imbarazzo per il governo USA dell'epoca, e compromise irreparabilmente alcune delle fonti usate da Yardley e dal suo personale. Per mezzo di questo libro circa 19 nazioni vennero a sapere che i loro codici erano stati decifrati. Molto del lavoro di crittoanalisi nel primo dopoguerra era effettuato procurandosi copie di telegrammi cifrati spediti da diplomatici stranieri attraverso la Western Union (ciò che si faceva normalmente, prima che i singoli paesi disponessero della tecnologia necessaria per costruire le apparecchiature specializzate adatte). William Friedman, considerato il padre della SIGINT USA, fu molto seccato dal libro e dalla pubblicità indesiderata che ne derivò, in parte perché fonti e metodi ne risultavano compromessi e in parte perché l'apporto di Yardley alla vicenda era stato indebitamente esagerato. Mentre Yardley riteneva che la pubblicazione del suo libro avrebbe costretto il governo USA a ristabilire un programma di Signal Intelligence, l'effetto ottenuto fu invece quello opposto. Il governo statunitense prese in esame l'ipotesi di portare Yardley davanti a un tribunale, ma egli tecnicamente non aveva violato alcuna legge in vigore per la protezione dei documenti governativi. La Legge Pubblica 37 (Titolo 18, Sezione 952 del Codice USA) entrò in vigore nel 1933 come risposta al tentativo di Yardley di pubblicare un altro libro dal titolo Japanese Diplomatic Codes: 1921-1922 [Codici diplomatici giapponesi: 1921-1922]. Questo libro fu sequestrato dalla polizia e non venne mai pubblicato. Il manoscritto non fu declassificato che nel 1979.
The American Black Chamber rappresenta il primo dei libri di divulgazione delle misure di sicurezza nazionali che sarebbero apparsi dopo la seconda guerra mondiale, come The Codebreakers e The Puzzle Palace, che parimenti descrivono le operazioni delle organizzazioni di SIGINT degli USA.

## Dopo la Camera Nera
Yardley eseguì del lavoro in campo crittologico per il Canada (sebbene le pressioni statunitensi sul governo canadese riuscissero a imporgli delle limitazioni) e per la Cina durante la seconda guerra mondiale, ma non recuperò mai la fiducia del governo USA. Nonostante questo, nel 1999 gli fu assegnato un posto nella Hall of Fame [Sala d'Onore] della National Security Agency (NSA).
Nessuno dei successivi sforzi di Yardley di scrivere ebbe un successo paragonabile a quello di The American Black Chamber, sebbene egli abbia pubblicato numerosi articoli, tre romanzi polizieschi e di spionaggio (The Blonde Countess [La Contessa bionda], Red Sun of Nippon [Il sole rosso del Giappone], e Crows Are Black Everywhere [I corvi sono neri dappertutto]), e contribuito a parecchi film (compreso Rendezvous, basato molto liberamente su uno dei suoi romanzi, The Blonde Countess) come scrittore o consulente tecnico. Il suo libro sul poker, Education of a Poker Player [L'educazione di un giocatore di poker], si vendette bene. Un altro libro di memorie crittografiche, The Chinese Black Chamber [La Camera Nera cinese], riguardante il suo lavoro in Cina, fu declassificato e pubblicato nel 1983.
Yardley morì alle 13.15 del 7 agosto 1958, quasi una settimana dopo essere stato colpito da un grave ictus nella sua casa a Silver Spring. È sepolto all'Arlington National Cemetery, Tomba 429-1 della Sezione 30.